# NGC 3010A
NGC 3010A (другие обозначения — UGC 5273, MCG 7-20-66, ZWG 239.35, NPM1G +44.0146, PGC 28335) — галактика в созвездии Большая Медведица.
Этот объект не входит в число перечисленных в оригинальной редакции «Нового общего каталога» и был добавлен позднее.